# Landkreis Potsdam-Mittelmark
Der Landkreis Potsdam-Mittelmark ist eine Gebietskörperschaft im Westen des Landes Brandenburg. Die Grenzziehung erfolgte nach dem Prinzip der Bildung von Sektoralkreisen. Er war bis zur Kreisgebietsreform in Mecklenburg-Vorpommern 2011 flächenmäßig nach dem Landkreis Emsland und dem Landkreis Uckermark der drittgrößte Landkreis Deutschlands.
Nachbarkreise sind im Norden der Landkreis Havelland, im Osten die kreisfreie Landeshauptstadt Potsdam (die von Nordosten in das östliche Kreisgebiet ragt und trotz des Namens nicht zum Landkreis gehört), das Land Berlin und der Landkreis Teltow-Fläming, im Süden die sachsen-anhaltischen Landkreise Wittenberg und Anhalt-Bitterfeld und im Westen der ebenfalls sachsen-anhaltische Landkreis Jerichower Land. Die kreisfreie Stadt Brandenburg an der Havel wird im Nordwesten fast vollständig vom Kreisgebiet umschlossen.

## Geografie
Wesentliche und gleichzeitig prägende Teile des Landkreises nehmen das Baruther Urstromtal, die Zauche und die Karower Platte, die Nuthe-Nieplitz-Niederung, Teile des mittleren Haveltales, der Hohe Fläming, die südlichen Ausläufer der Nauener Platte und der Westrand des Teltow ein. Höchster Punkt im Landkreis ist der 200 Meter hohe Hagelberg westlich von Bad Belzig, niedrigste Punkte sind am Havelufer bei Havelsee, Ortsteil Pritzerbe mit 28 m ü. NN. Rund 42 % der Fläche sind bewaldet, auf fast 50 % der verbleibenden Fläche wird Landwirtschaft betrieben, davon entfallen rund 2700 Hektar auf den Obstbau und 2000 Hektar auf den Anbau von Spargel. Rund 7 % der Fläche verbleiben somit für Siedlungen, Industrie- und Gewerbegebiete sowie Verkehrsflächen.
Wichtige Flüsse und Bäche im Kreis sind die Havel und deren Nebenflüsse Nieplitz, Nuthe, Emster, Plane und Buckau. Zu den bekanntesten Seen zählen der Große Zernsee, der Große Seddiner See, der Schwielowsee und der Templiner See. Drei Naturparks liegen ganz oder teilweise im Landkreis Potsdam-Mittelmark: Naturpark Hoher Fläming, Naturpark Nuthe-Nieplitz und Naturpark Westhavelland und einige Naturschutzgebiete wie die Belziger Landschaftswiesen, das Naturschutzgebiet Untere Havel Süd, das Naturschutzgebiet Marzahner Fenn und Dünenheide und das Naturschutzgebiet Pritzerber Laake. Auf fast 45 % der gesamten Kreisfläche sind Landschaftsschutzgebiete eingerichtet.
Fünf kleine Exklaven, die zur Gemeinde Buckautal beziehungsweise zur Stadt Ziesar und somit zu Potsdam-Mittelmark gehörten, lagen im Stadtgebiet Möckerns in Sachsen-Anhalt, und umgekehrt gab es eine Enklave, die zu Möckern gehörte, in Ziesars Stadtgebiet. Am 12. November 2024 wurden diese Exklaven an das jeweils andere Bundesland abgetreten.

## Gemeinden
Nach Abschluss der brandenburgischen Gemeindegebietsreform 2003 umfasst der Landkreis noch 38 Gemeinden, darunter neun Städte.
| Name               | Status   | Amt            | Einwohner |
| ------------------ | -------- | -------------- | --------- |
| Bad Belzig         | Stadt    | amtsfrei       | 11.118    |
| Beelitz            | Stadt    | amtsfrei       | 13.879    |
| Beetzsee           | Gemeinde | Amt Beetzsee   | 2696      |
| Beetzseeheide      | Gemeinde | Amt Beetzsee   | 762       |
| Bensdorf           | Gemeinde | Amt Wusterwitz | 1232      |
| Borkheide          | Gemeinde | Amt Brück      | 2201      |
| Borkwalde          | Gemeinde | Amt Brück      | 2195      |
| Brück              | Stadt    | Amt Brück      | 4258      |
| Buckautal          | Gemeinde | Amt Ziesar     | 476       |
| Golzow             | Gemeinde | Amt Brück      | 1372      |
| Görzke             | Gemeinde | Amt Ziesar     | 1194      |
| Gräben             | Gemeinde | Amt Ziesar     | 483       |
| Groß Kreutz        | Gemeinde | amtsfrei       | 8838      |
| Havelsee           | Stadt    | Amt Beetzsee   | 3181      |
| Kleinmachnow       | Gemeinde | amtsfrei       | 19.274    |
| Kloster Lehnin     | Gemeinde | amtsfrei       | 11.261    |
| Linthe             | Gemeinde | Amt Brück      | 888       |
| Michendorf         | Gemeinde | amtsfrei       | 13.708    |
| Mühlenfließ        | Gemeinde | Amt Niemegk    | 905       |
| Niemegk            | Stadt    | Amt Niemegk    | 2038      |
| Nuthetal           | Gemeinde | amtsfrei       | 9376      |
| Päwesin            | Gemeinde | Amt Beetzsee   | 509       |
| Planebruch         | Gemeinde | Amt Brück      | 993       |
| Planetal           | Gemeinde | Amt Niemegk    | 877       |
| Rabenstein/Fläming | Gemeinde | Amt Niemegk    | 813       |
| Rosenau            | Gemeinde | Amt Wusterwitz | 854       |
| Roskow             | Gemeinde | Amt Beetzsee   | 1216      |
| Schwielowsee       | Gemeinde | amtsfrei       | 10.723    |
| Seddiner See       | Gemeinde | amtsfrei       | 4794      |
| Stahnsdorf         | Gemeinde | amtsfrei       | 16.087    |
| Teltow             | Stadt    | amtsfrei       | 27.682    |
| Treuenbrietzen     | Stadt    | amtsfrei       | 7539      |
| Wenzlow            | Gemeinde | Amt Ziesar     | 545       |
| Werder (Havel)     | Stadt    | amtsfrei       | 27.065    |
| Wiesenburg/Mark    | Gemeinde | amtsfrei       | 4182      |
| Wollin             | Gemeinde | Amt Ziesar     | 805       |
| Wusterwitz         | Gemeinde | Amt Wusterwitz | 2860      |
| Ziesar             | Stadt    | Amt Ziesar     | 2389      |

| Name       | Einwohnerzahl |
| ---------- | ------------- |
| Beetzsee   | 8364          |
| Brück      | 11.907        |
| Niemegk    | 4633          |
| Wusterwitz | 4946          |
| Ziesar     | 5892          |

## Geschichte
Der Landkreis Potsdam-Mittelmark entstand am 6. Dezember 1993 im Rahmen der brandenburgischen Kreisreform durch Zusammenlegung der Kreise Belzig, Brandenburg (Land), Potsdam (Land) und Teilen des ehemaligen Kreises Jüterbog (Amt Treuenbrietzen). Infolge der Gemeindegebietsreform 2003 musste der Landkreis die Gemeinden Gollwitz und Wust an die kreisfreie Stadt Brandenburg an der Havel (Eingemeindung), die Gemeinden Fahrland, Neu Fahrland, Marquardt, Uetz-Paaren, Satzkorn, Groß Glienicke und Golm an die kreisfreie Stadt Potsdam (Eingemeindung) und die Gemeinde Seeburg an den Landkreis Havelland abtreten.

## Bevölkerungsentwicklung
| Jahr | Einwohner |
| ---- | --------- |
| 1993 | 172.224   |
| 1995 | 180.324   |
| 2000 | 210.031   |
| 2005 | 203.477   |
| 2010 | 205.070   |

| Jahr | Einwohner |
| ---- | --------- |
| 2015 | 210.910   |
| 2016 | 212.207   |
| 2017 | 213.214   |
| 2018 | 214.664   |
| 2019 | 216.566   |

| Jahr | Einwohner |
| ---- | --------- |
| 2020 | 217.954   |
| 2021 | 219.521   |
| 2022 | 219.092   |
| 2023 | 220.158   |
| 2024 | 221.268   |

Gebietsstand und Einwohnerzahl am 31. Dezember des jeweiligen Jahres, ab 2011 auf Basis des Zensus 2011, ab 2022 auf Basis des Zensus 2022
Religion
22,8 % der Bevölkerung gehören der evangelischen Landeskirche an, 4,6 % der katholischen Kirche, 0,7 % einer evangelischen Freikirche, 0,5 % einer orthodoxen Kirche.

## Politik

### Kreistag
| Wahl des Kreistags Potsdam-Mittelmark 2024Wahlbeteiligung: 70,5 % (2019: 64,6 %) %3020100 25,2 %19,2 %18,8 %11,2 %10,2 %6,9 %4,6 %2,4 %1,5 % CDUAfDSPDGrüneBVB/FWLinkeFDPPTPMhSonst.Gewinne und Verlusteim Vergleich zu 2019 %p 8 6 4 2 0 −2 −4 −6 −8+4,5 %p+7,9 %p−0,3 %p−5,0 %p+2,6 %p−4,2 %p−1,2 %p+2,4 %p−6,3 %pCDUAfDSPDGrüneBVB/FWLinkeFDPPTPMSonst.Anmerkungen:h Piratenpartei, Tierschutz PM | Sitzverteilung im Kreistag Potsdam-Mittelmark seit 2024Insgesamt 56 Sitze - Linke: 4 - SPD: 10 - Grüne: 6 - PTPM: 1 - IG Havel: 1 - BVB/FW: 6 - FDP: 3 - CDU: 14 - AfD: 11 |

Die 56 Sitze im Kreistag verteilen sich seit der Wahl am 9. Juni 2024 wie folgt auf Parteien und Wählergruppen:
| Partei/Gruppierung                                                              | Stimmen 2019 | Stimmen 2024 |    | Sitze 2019 | Sitze 2024 |
| CDU                                                                             | 20,7 %       | 25,2 %       | 12 | 14         |            |
| AfD                                                                             | 11,3 %       | 19,2 %       | 6  | 11         |            |
| SPD                                                                             | 19,1 %       | 18,8 %       | 11 | 10         |            |
| Bündnis 90/Die Grünen                                                           | 16,2 %       | 11,2 %       | 9  | 6          |            |
| BVB/Freie Wähler                                                                | 7,6 %        | 10,2 %       | 4  | 6          |            |
| Die Linke                                                                       | 11,1 %       | 6,9 %        | 6  | 4          |            |
| FDP                                                                             | 5,8 %        | 4,6 %        | 3  | 3          |            |
| Piratenpartei, Wählergruppe Tierschutz Potsdam-Mittelmark                       | –            | 2,4 %        | –  | 1          |            |
| IG Havel                                                                        | 0,7 %        | 1,1 %        | 1  | 1          |            |
| Einzelbewerber Jens Hinze                                                       | –            | 0,4 %        | –  | –          |            |
| Freie Bürger und Bauern                                                         | 4,2 %        | –            | 2  | –          |            |
| Die PARTEI, Piratenpartei, Die PARTEI der Sorben                                | 1,4 %        | –            | 1  | –          |            |
| Liste Bürger für gute Lebensqualität in Kleinmachnow – Bürger-Initiative Teltow | 0,9 %        | –            | 1  | –          |            |
| Die Heimat (2019: NPD)                                                          | 0,6 %        | –            | –  | –          |            |

### Landrat
- 1993–2009: Lothar Koch (SPD)
- 2009–2022: Wolfgang Blasig (SPD)
- seit 2022:00Marko Köhler (SPD)

Wolfgang Blasig wurde am 4. Dezember 2008 entsprechend § 127 der Kommunalverfassung des Landes Brandenburg vom Kreistag für eine Amtszeit von acht Jahren gewählt. Er wurde in der Landratsstichwahl am 9. Oktober 2016 für weitere acht Jahre in seinem Amt bestätigt. Blasig trat aus gesundheitlichen Gründen zum 31. März 2022 zurück.
Marko Köhler wurde in der Landratsstichwahl am 20. Februar 2022 mit 66,4 % der gültigen Stimmen zu seinem Nachfolger gewählt.

### Wappen
Das Wappen wurde am 25. Oktober 1996 genehmigt.
Blasonierung: „Geviert; Feld 1: in Silber ein gold-bewehrter roter Adler, Feld 2: in Schwarz ein schräglinker goldener Eichenzweig mit drei Blättern, Feld 3: neunfach von Schwarz und Gold geteilt, Feld 4: in Silber zwei gekreuzte rote Schlüssel.“
Die Wappen der Ämter, Städte und Gemeinden des Landkreises findet man in der Liste der Wappen im Landkreis Potsdam-Mittelmark.

## Wirtschaft und Infrastruktur

### Wirtschaft
Im Zukunftsatlas 2016 belegte der Landkreis Potsdam-Mittelmark Platz 241 von 402 Landkreisen, Kommunalverbänden und kreisfreien Städten in Deutschland und zählt damit zu den Regionen mit „ausgeglichenem Chancen-Risiko Mix“. Im Zukunftsatlas 2019 wird der Landkreis auf Rang 216 geführt.
Die Wirtschaft im Landkreis ist von kleinen und mittelständischen Unternehmen geprägt, es gibt nur wenige Industriebetriebe. Im Nordosten hat der Landkreis Anteil am engeren Verflechtungsraum von Berlin, wo vor allem Unternehmen der Dienstleistungsbranche und innovativer Technologien ihren Sitz haben z. B. in Stahnsdorf, Teltow und Kleinmachnow. In Kleinmachnow ist im Europarc Dreilinden seit Mitte 2000 die Deutschland-Zentrale von eBay angesiedelt, in Teltow die Ostdeutschland-Niederlassung von O2. Zwischen Werder und Brandenburg an der Havel befinden sich größere zusammenhängende Gebiete mit Obstbau, um Beelitz herum wird der Beelitzer Spargel angebaut. Die Kreisstadt Bad Belzig mit ihrer Steintherme ist Kurort und Zentrum der im Hohen Fläming entstehenden Touristenregion. Der Tourismus ist auch an der Havel und den Havelseen einschließlich des Seddiner Sees und in der Nuthe-Nieplitz-Niederung eine wichtige Einnahmequelle. Der Süden und Südwesten wird vor allem land- und forstwirtschaftlich genutzt.

### Verkehr
- Eisenbahnstrecken:
  - Berlin – Potsdam Hauptbahnhof – Brandenburg an der Havel – Magdeburg (ursprüngliche Berlin-Potsdamer Eisenbahn),
  - Berlin – Bad Belzig – Dessau (Wetzlarer Eisenbahn oder Kanonenbahn),
  - Berlin – Potsdam-Pirschheide – Oranienburg (Berliner Außenring),
  - Potsdam – Beelitz – Treuenbrietzen – Jüterbog (Bahnstrecke Jüterbog–Nauen),
  - Berlin – Lutherstadt Wittenberg – Bitterfeld – Leipzig/Halle a. d. Saale (Berlin-Anhaltische Eisenbahn)

Für den Güterverkehr besteht im Landkreis der südlich von Potsdam an der direkten (nicht der über Potsdam Hbf führenden) Strecke Berlin – Dessau gelegene Rangierbahnhof Seddin.
Den Großteil der Regionalbuslinien betreibt die kreiseigene Gesellschaft Regiobus Potsdam-Mittelmark.
- Bundesautobahnen: A 2, A 9, A 10 (Berliner Ring), A 115
- Bundesstraßen: B 1, B 2, B 102, B 107, B 246
- Radwege: Europaradweg Euroroute R1
- Fernwanderwege: Europäischer Fernwanderweg E11
- Deutsche Alleenstraße
- Wasserstraßen:
  - Untere Havel-Wasserstraße mit Potsdamer Havel,
  - Elbe-Havel-Kanal,
  - Emster Kanal

## Kfz-Kennzeichen
Am 1. Januar 1994 wurde dem Landkreis das Unterscheidungszeichen PM zugewiesen und seitdem ausgegeben.
Bis etwa zum Jahr 2000 erhielten Fahrzeuge aus den Altkreisen besondere Erkennungsnummern:
| Gebiet               | Buchstaben | Zahlen |
| -------------------- | ---------- | ------ |
| Altkreis Belzig      | A–H        | 1–999  |
| Altkreis Belzig      | AA–HZ      | 1–999  |
| Altkreis Brandenburg | J–N        | 1–999  |
| Altkreis Brandenburg | JA–NZ      | 1–999  |
| Altkreis Potsdam     | P–Z        | 1–999  |
| Altkreis Potsdam     | PA–ZZ      | 1–999  |

## Eingliederungen und Zusammenschlüsse von Gemeinden
In der Tabelle sind die Eingliederungen und Zusammenschlüsse von Gemeinden seit der Bildung des Landkreises am 5. Dezember 1993 erfasst.
| Gemeinde                 | Datum      | Eingliederung von                                                                                            | nach                                   | Zusammenschluss von | zu                 |
| ------------------------ | ---------- | --- | -------------------------------------- | --- | ------------------ |
| Beelitz                  | 31.12.2001 | |                                        | Beelitz Buchholz bei Beelitz Busendorf Elsholz Fichtenwalde Reesdorf Rieben Salzbrunn Schäpe Schlunkendorf Wittbrietzen Zauchwitz               | Beelitz            |
| Beetzsee                 | 01.02.2002 | |                                        | Brielow Marzahne Radewege | Beetzsee           |
| Beetzsee                 | 01.01.2008 | Marzahne (Ausgliederung)                                                                                     | Havelsee                               | |                    |
| Beetzseeheide            | 01.02.2002 | |                                        | Butzow Gortz Ketzür | Beetzseeheide      |
| Bad Belzig               | 31.12.2002 | Bergholz Borne Dippmannsdorf Fredersdorf Groß Briesen Kuhlowitz Lübnitz Lüsse Lütte Neschholz Ragösen Werbig | Belzig                                 | |                    |
| Bad Belzig               | 26.10.2003 | Hagelberg Schwanebeck                                                                                        | Belzig                                 | |                    |
| Brandenburg an der Havel | 06.12.1993 | Mahlenzien                                                                                                   | Brandenburg an der Havel               | |                    |
| Brandenburg an der Havel | 26.10.2003 | Gollwitz Mahlenzien Wust                                                                                     | Brandenburg an der Havel               | |                    |
| Brück                    | 31.01.2002 | Baitz Neuendorf bei Brück                                                                                    | Brück                                  | |                    |
| Buckautal                | 01.03.2002 | Steinberg | Buckautal                              | Buckau Dretzen | Buckautal          |
| Görzke                   | 01.03.2002 | Hohenlobbese                                                                                                 | Görzke                                 | |                    |
| Gräben                   | 26.10.2003 | Rottstock | Gräben                                 | |                    |
| Groß Kreutz              | 26.10.2003 | |                                        | Bochow Deetz Götz Groß Kreutz Jeserig Krielow Schenkenberg Schmergow                                                                            | Groß Kreutz        |
| Havelsee                 | 01.02.2002 | |                                        | Briest Fohrde Hohenferchesar Pritzerbe | Havelsee           |
| Havelsee                 | 01.01.2008 | Marzahne | Havelsee                               | |                    |
| Kloster Lehnin           | 01.04.2002 | |                                        | Damsdorf Emstal Göhlsdorf Grebs Krahne Lehnin Michelsdorf Nahmitz Netzen Prützke Rädel Reckahn Rietz                                            | Kloster Lehnin     |
| Kloster Lehnin           | 26.10.2003 | Trechwitz | Kloster Lehnin                         | |                    |
| Linthe                   | 01.07.2002 | |                                        | Alt Bork Deutsch Bork Linthe | Linthe             |
| Michendorf               | 26.10.2003 | |                                        | Fresdorf Langerwisch Michendorf Stücken Wildenbruch Wilhelmshorst                                                                               | Michendorf         |
| Mühlenfließ              | 01.07.2002 | |                                        | Haseloff-Grabow Nichel Niederwerbig Schlalach                                                                                                   | Mühlenfließ        |
| Nuthetal                 | 26.10.2003 | |                                        | Bergholz-Rehbrücke Fahlhorst Nudow Philippsthal Saarmund Tremsdorf                                                                              | Nuthetal           |
| Planebruch               | 31.01.2002 | |                                        | Cammer Damelang-Freienthal | Planebruch         |
| Planebruch               | 01.04.2002 | Oberjünne | Planebruch                             | |                    |
| Planetal                 | 01.07.2002 | |                                        | Dahnsdorf Kranepuhl Locktow Mörz | Planetal           |
| Potsdam                  | 26.10.2003 | Fahrland Golm Groß Glienicke Marquardt Neu Fahrland Satzkorn Uetz-Paaren                                     | Potsdam                                | |                    |
| Rabenstein/Fläming       | 01.07.2002 | |                                        | Buchholz b. Niemegk Garrey Groß Marzehns Klein Marzehns Raben Rädigke                                                                           | Rabenstein/Fläming |
| Rosenau                  | 06.12.1993 | Mahlenzien (Ausgliederung)                                                                                   | Viesen                                 | |                    |
| Rosenau                  | 31.12.2001 | Zitz | Rosenau                                | Rogäsen Viesen Warchau | Rosenau            |
| Roskow                   | 01.02.2002 | |                                        | Lünow Roskow Weseram | Roskow             |
| Schwielowsee             | 31.12.2002 | |                                        | Caputh Ferch Geltow | Schwielowsee       |
| Seeburg                  | 26.10.2003 | Seeburg (Ausgliederung)                                                                                      | Dallgow-Döberitz (Landkreis Havelland) | |                    |
| Seddiner See             | 06.12.1993 | |                                        | Kähnsdorf Neuseddin Seddin | Seddiner See       |
| Stahnsdorf               | 31.12.2001 | Güterfelde Schenkenhorst Sputendorf                                                                          |                                        | |                    |
| Teltow                   | 06.12.1993 | Ruhlsdorf | Teltow                                 | |                    |
| Treuenbrietzen           | 01.06.2002 | Brachwitz | Treuenbrietzen                         | |                    |
| Treuenbrietzen           | 31.12.2002 | Bardenitz Dietersdorf Feldheim Niebel Niebelhorst Rietz                                                      | Treuenbrietzen                         | |                    |
| Treuenbrietzen           | 31.03.2003 | Lobbese Marzahna                                                                                             | Treuenbrietzen                         | |                    |
| Treuenbrietzen           | 26.10.2003 | Lühsdorf | Treuenbrietzen                         | |                    |
| Wenzlow                  | 01.03.2002 | Boecke | Wenzlow                                | |                    |
| Werder (Havel)           | 31.12.1998 | Bliesendorf                                                                                                  | Werder (Havel)                         | |                    |
| Werder (Havel)           | 31.12.2000 | Plötzin | Werder (Havel)                         | |                    |
| Werder (Havel)           | 31.12.2001 | Glindow Kemnitz Phöben                                                                                       | Werder (Havel)                         | |                    |
| Werder (Havel)           | 26.10.2003 | Derwitz Töplitz                                                                                              | Werder (Havel)                         | |                    |
| Wiesenburg/Mark          | 01.12.2001 | |                                        | Benken Grubo Jeserig/Fläming Jeserigerhütten Klepzig Lehnsdorf Medewitz Mützdorf Neuehütten Reetz Reetzerhütten Reppinichen Schlamau Wiesenburg | Wiesenburg/Mark    |
| Ziesar                   | 01.03.2002 | Bücknitz Glienecke                                                                                           | Ziesar                                 | |                    |
| Ziesar                   | 31.03.2002 | Köpernitz | Ziesar                                 | |                    |